# Česká Ves bazén
Česká Ves bazén – przystanek kolejowy w Českej Vsi, w kraju ołomunieckim, w Czechach. Znajduje się na wysokości 420 m n.p.m. i leży na linii kolejowej nr 292.